# Суперкубок Гібралтару з футболу 2001
Суперкубок Гібралтару з футболу 2001 — 2-й розіграш турніру. Матч відбувся 1 жовтня 2001 року між чемпіоном Гібралтару Лінкольн Ред Імпс та володарем кубка Гібралтару клубом Гібралтар Юнайтед.
| Володар Суперкубка Гібралтару 2001 |
| ---------------------------------- |
|                                    |
| Лінкольн Ред Імпс Перший титул     |

## Матч

### Деталі
| 1 жовтня 2001 |

| Лінкольн Ред Імпс | 3:1 | Гібралтар Юнайтед |
| ----------------- | --- | ----------------- |
|                   |     |                   |

| Вікторія, Гібралтар |